# Каботажное плавание (Жоржи Амаду)
«Кабота́жное пла́ванье. Заме́тки для кни́ги воспомина́ний, кото́рую я никогда́ не напишу́» (порт. Navegação de Cabotágem. Apontamentos para um livro de memórias que jamais escreverei) — мемуары классика бразильской литературы Жоржи Амаду, созданные в 1991— 1992 годах и впервые опубликованные в 1992 году. Не принимая во внимание кратких отрывков, объёмный, но не полный перевод на русский язык А. С. Богдановского был издан в 1999 году.

## Создание
В воспоминаниях Ильи Эренбурга «Люди, годы, жизнь» (1960—1967) нет никаких упоминаний о взаимном договоре с Жоржи Амаду о том, чтобы не писать мемуары. Но в самом начале своих воспоминаний Амаду передаёт слова Эренбурга: «Мы с тобой никогда не напишем мемуаров, Жоржи. Мы слишком много знаем». Далее Амаду высказал своё к этому отношение: «Я припомнил недавний разговор с ответственными товарищами и согласно кивнул. Впрочем, столь категоричное утверждение не помешало автору «Оттепели» [(1954)] несколько лет спустя, когда по стене советского мракобесия зазмеились первые трещины, а во тьме замерцал тоненький луч надежды, издать сколько-то томов своих воспоминаний, на последних страницах которых появляются в числе прочих и симпатичнейшие супруги Амаду». Кроме того, подзаголовком своей книги Амаду избрал «Заметки для книги воспоминаний, которую я никогда не напишу».
Согласно словам автора, воспоминания начались выкладываться на бумагу с января 1986 года в Нью-Йорке. Это был не первый опыт такого рода. Ранее, в 1980 году, Амаду завершил воспоминания о своём детстве «Юный грапиуна» (O Menino Grapiúna). Основная работа над мемуарами проводилась в Баие и Париже с июля 1991 года по июнь 1992 года, то есть была завершена накануне 80-летнего юбилея писателя. К тому времени у Амаду существенно ухудшилось зрение, поэтому материал печатали и компоновали дочь Палома и её муж Педру Коста.
В Бразилии воспоминания не раз переиздавались, на языке оригинала выходили в Португалии и были переведены на испанский, итальянский, немецкий, русский и французский языки.

## Перевод
- Амаду Ж. Каботажное плаванье : Наброски воспоминаний, которые не будут написаны никогда / Жоржи Амаду ; Пер. с порт. А. С. Богдановского. — М. : Вагриус, 1999. — 413 с. — (Мой 20 век). — 5000 экз. — ISBN 5264001049.

Перевод Богдановского переиздан в 2010 и в 2011 году (АСТ, Астрель).